# جون شيبويكي
جون شيبويكي (بالإنجليزية: John Chibuike)‏ (10 أكتوبر 1988 بإنوغو في نيجيريا - ) هو لاعب كرة قدم نيجيري في مركز الوسط. لعب مع إينوغو رينجرز وغازي عنتاب سبور ونادي روسنبورغ ونادي هكن.

## روابط خارجية
- جون شيبويكي على موقع اتحاد النرويج (النرويجية)
- جون شيبويكي على موقع اتحاد السويد (السويدية)
- جون شيبويكي على موقع اتحاد تركيا (لاعب) (الإنجليزية)
- جون شيبويكي على موقع قاعدة بيانات كرة القدم.إي يو (الإنجليزية)
- جون شيبويكي على موقع Soccerway.com (الإنجليزية)
- جون شيبويكي على موقع عالم كرة القدم.نت (الإنجليزية)
- جون شيبويكي على موقع AS.com (الإسبانية)